# Viktor Tjoemenev
Viktor Nikolajevitsj Tjoemenev (Russisch: Виктор Николаевич Тюменев) (Moskou, 1 juni 1957 - aldaar, 2 augustus 2018) was een Sovjet-Russisch ijshockeyer.
Tjoemenev won tijdens de Olympische Winterspelen 1984 de gouden medaille met de Sovjetploeg.
Tjoemenev werd in 1986 en 1990 wereldkampioen.